# Georges-Anquetil
Pour les articles homonymes, voir Anquetil.
Jules-Georges Anquetil dit Georges-Anquetil, né le 27 avril 1888 à Limésy (Seine-Inférieure) et mort le 1er mars 1945 à Buchenwald (Weimar, Allemagne), est un avocat français devenu journaliste, puis patron de presse et éditeur.

## Biographie
Considéré à la fois comme anarchiste, opportuniste sans scrupule, un passionné ayant recours à des méthodes peu orthodoxes pour arriver à ses fins, Georges Anquetil commence une carrière d'avocat à la cour d'appel de Paris tout en écrivant des articles polémistes sous le nom de « Georges Denfer » dès 1907. Sous son nom cette fois, il commence une carrière de journaliste d'abord pour Le Soir, puis lance une revue appelée Conferencia (octobre 1908) et enfin reprend Le Courrier français qu'il relance en avril 1914 avec Marcel Hervieu et Gaston Picard, après avoir été radié de l'ordre des avocats.
Avec l'entrée dans la Première Guerre mondiale, il organise divers galas de bienfaisance destinés à récolter des fonds pour les Armées. Réformé en 1917, il essaye de poursuivre l'édition du Courrier français mais sans succès : par la suite, il est signalé comme propriétaire du titre jusqu'en 1920-1921 et, entre-temps, tente à nouveau de le relancer à partir d'anciens numéros mais sans l'accord des dessinateurs dont il réimprime les œuvres : il se brouille notamment avec Adolphe Willette. En 1918, il se lance dans l'édition de cartes postales anti-allemandes éditées par ses soins sous l'étiquette « Éditions aux Alliés » (BNF).

### Un homme de presse pressé

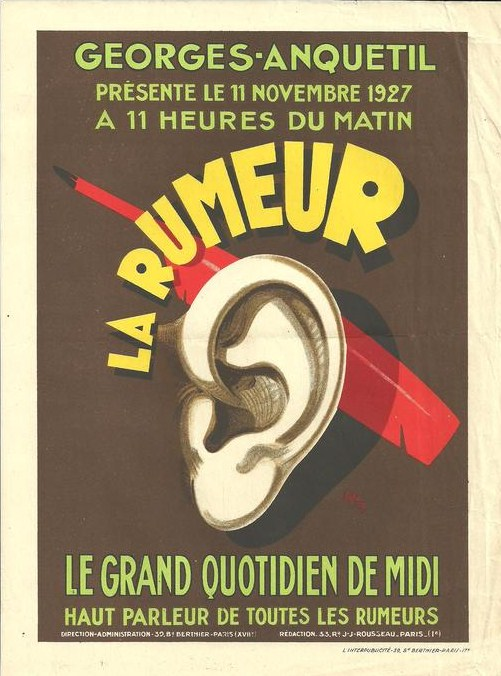
Affiche de lancement du quotidien La Rumeur (novembre 1927).

Entre 1919 et 1929, Anquetil va se lancer dans la politique, l'édition et surtout la presse : non sans frénésie, il tente de nombreux lancements de journaux, se focalise sur la satire des jeux politiques, méthode par laquelle il veut dénoncer la corruption, laquelle, selon lui, est partout. De fait, il s'expose à la justice, il est attaqué pour diffamation à maintes reprises.
Dans un premier temps, il se fait le porte-parole d'un communisme révolutionnaire dans la ligne de la révolution de 1917 : il est successivement responsable de feuilles politiquement marquées extrême gauche comme Le Bolcheviste, Les Soviets, Le Titre censuré (11 numéros, 1919), La Rafale (1920, une seule livraison), La Garde rouge.
Ensuite, après la mort d'André de Joncières (1920), il dirige la deuxième série de L'Assiette au beurre, inaugurée dans une formule mensuelle à partir de novembre 1921 mais qui connaît un lancement difficile. Après 4 livraisons qu'il fait illustrer entre autres par Georges d'Ostoya et Rudolf Placek, le titre s'arrête avant de reprendre en octobre 1923, avec seulement deux numéros, pour finir comme supplément littéraire du Merle blanc (1925-1927), le journal fondé par Eugène Merle.
En juillet 1921, il lance un nouveau magazine satirique mensuel, Le Grand Guignol pamphlétaire illustré, qui dure près de huit ans, diffusé par Hachette, et qui a sans doute été son titre le plus pérenne. Anquetil doit l'interrompre en février 1922 pour procès, puis le poursuit sous le titre Le Grand Guignol enchaîné, et enfin, en décembre suivant en une formule bimestrielle sous son premier titre, comptant jusqu'à 220 pages. Ses dessinateurs sont nombreux, provenant parfois de l'ancienne équipe de Joncières, et on compte par exemple Charles Blanc (1896-1966) ou encore Pierre Leven (1891-1978), qu'il reprendra pour illustrer les couvertures des ouvrages qu'il publie en tant qu'éditeur.
Après avoir été battu en 1919 aux élections du conseil municipal de Paris, Georges Anquetil se présente en 1928 aux élections législatives en Guyane sous l'étiquette galmotiste mais la presse locale révèle son casier judiciaire : il avait été en effet condamné en 1922 puis en 1926 à de la prison et à des amendes pour diverses infractions (extorsion de fonds, injures, diffamation). Il est possible qu'ayant eu accès à des dossiers sensibles, Anquetil ait exigé de l'argent en contrepartie de son silence, mais rien n'est sûr.

### L'écrivain et l'éditeur

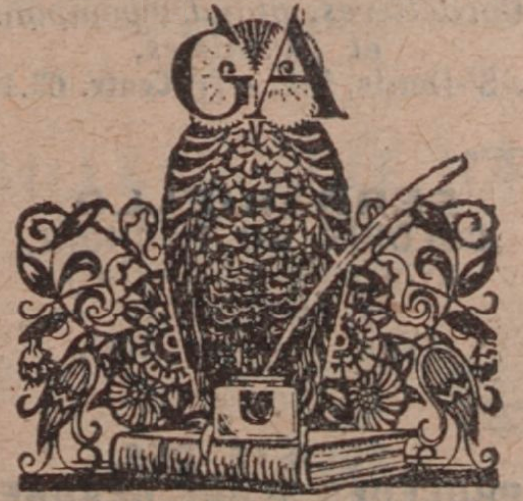
Marque des éditions Georges-Anquetil (1927).

Après un premier essai dénonçant l'absurdité de la monogamie, qui lui assure un succès de librairie, une réputation d'auteur immoral mais surtout d'importants revenus, il publie en 1925 le néodécadentiste Satan conduit le bal, un « roman pamphlétaire et philosophique des mœurs du temps » comme l'indique le sous-titre, entre anticipation, dénonciation et mysticisme, ouvrage qui connaît, à nouveau, un vif succès. Anquetil s'autoédite dans une maison appelée Paris-Édition ou Éditions Georges-Anquetil située au 15 rue Boudreau ; on trouve au catalogue entre autres une imposante encyclopédie sur les sciences occultes et quelques plaquettes un peu érotiques comme L'Art d'aimer en Orient (1924). L'adresse de sa maison d'édition se retrouve en 1927 au 39 boulevard Berthier.

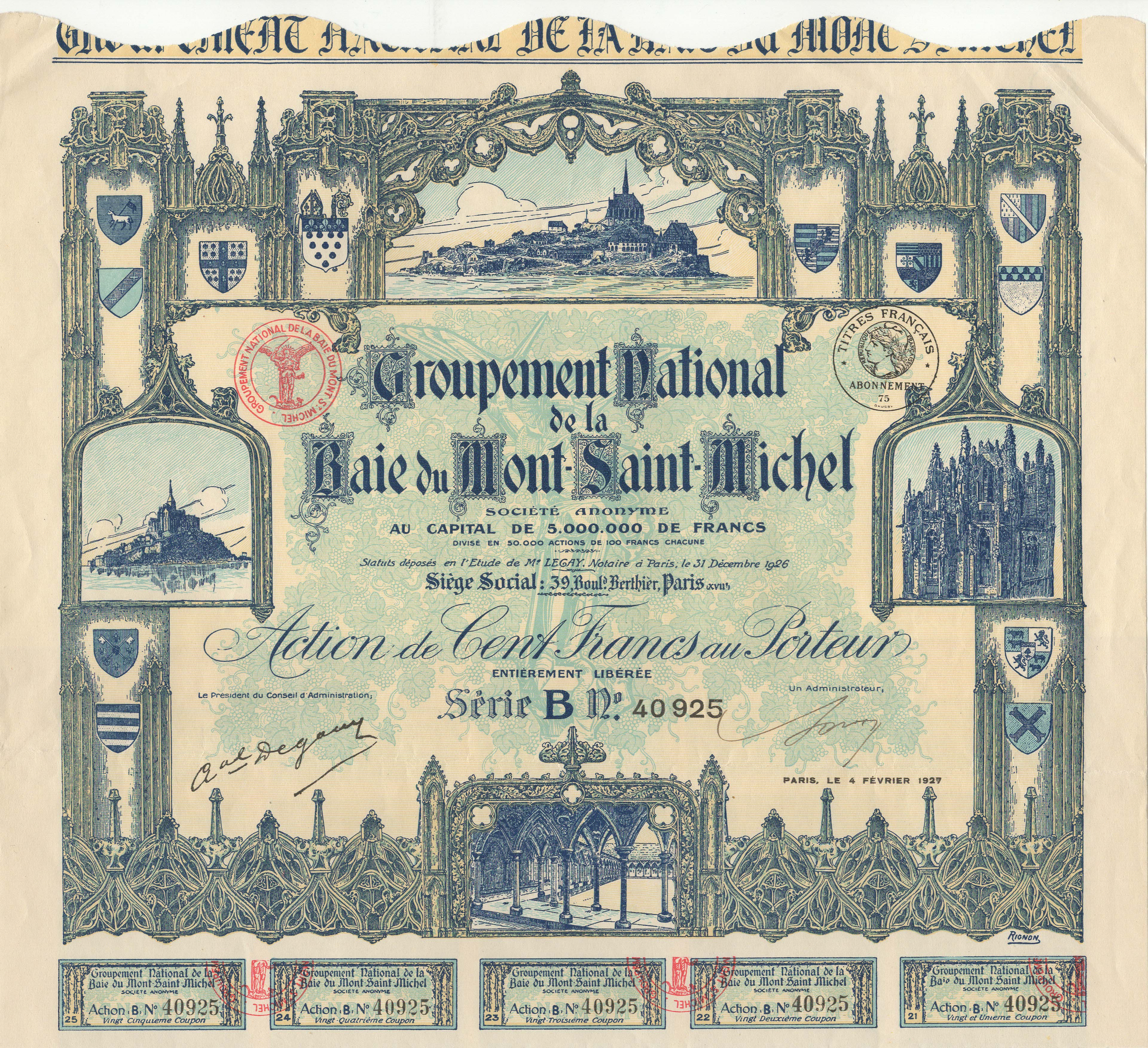
Action du Groupement National de la Baie du Mont-Saint-Michel S. A. en date du 4 fevrier 1927

En janvier 1927, il est l'administrateur-délégué de la société, le Groupement national de la Baie du Mont-Saint-Michel, dans laquelle on trouve Gaston Vidal, et qui émet une série d'actions pour un montant de 5 millions de francs sur le marché boursier et dont le but est de promouvoir le site de Tombelaine en tant que lieu de villégiature balnéaire. La faillite intervient en 1933.
Avant l'affaire Oustric et l'affaire Stavitsky, il est directeur de La Rumeur, grand quotidien de midi (1927-1932) où il se plait à révéler publiquement les noms de personnalités compromises, ce qui lui vaut de nouvelles poursuites. À la suite d'une affaire de dénonciation relative à l'affaire Hanau, il fait un nouveau séjour en prison en 1929 durant lequel il conçoit le curieux livre-objet L'Homme et la marionnette ou la revanche du pantin.
La guerre éclate, Anquetil attaque résolument les pro-hitlériens, ce qui lui vaut sans doute d'être recherché comme activiste après juin 1940. Serait-il le « Professeur Favard », caché sous ce pseudonyme durant la guerre à Lamalou-les-Bains ?[réf. nécessaire]
Réfugié dans le sud-ouest, arrêté en août 1944, il est déporté dans le camp de Buchenwald comme opposant politique et placé dans le block 60 réservé aux invalides ; il y meurt le 1er mars 1945, quelques semaines avant l'arrivée des Alliés.
Selon Dominique Kalifa, Georges-Anquetil « était toutefois un maître chanteur et un indicateur célèbre, qui avait un très large accès à des dossiers de police aujourd'hui disparus. [...] Parmi ces organes de chantage était Le Grand Guignol [dont] la ligne politique suivie apparaît en revanche beaucoup moins saisissable ».

## Écrits
- Contre le défaitisme, cartes postales humoristiques, éd. Aux Alliés, s.d. [1917-1918], fonds BNF.
- La Maîtresse légitime, essai sur le mariage polygamique de demain, préface de Victor Margueritte, Paris, éditions Georges Anquetil, 1923 — en ligne.
- Satan conduit le bal, roman pamphlétaire & philosophique des mœurs du temps, éditions Georges Anquetil [Paris-Édition], Paris, 1925 ; nombreuses rééditions.
- L'Amant légitime ou la bourgeoise libertine : Code d'amour du XXe siècle basé sur l’égale liberté des deux époux, avec Jane de Magny, Paris, éditions Georges-Anquetil, 1926.
- Le Reliquaire de la mort, Bruxelles, Eugène Figuière, 1927, pages & illustrations hors-texte en couleur.
- Le Bal sur le Volcan - Moeurs de vacances 1927, éditions Georges-Anquetil, Paris, 1927 —  en ligne.
- Dictionnaire de l'amour, Paris, Les éditions G. Anquetil, 1927 ; nombreuses rééditions.
- Vertige, Paris-Édition, 1927.
- L'Homme et la marionnette ou la revanche du pantin, Éditions du Roseau, 1930 - livre sous forme d'éventail.
- Le Mariage à l'essai, Éditions de l'Avenir, 1930.
- Hitler conduit le bal, Éditions de Lutèce, 1939.
- L'Anti-Nostradamus ou vrais et faux prophètes. Réflexions à la veille et au début de la 2e Guerre, Éditions de la Maison des écrivains, 1940.